# Сімпсони (сезон 26)
Двадцять шостий сезон мультсеріалу «Сімпсони» транслювався у США на телеканалі «Fox» 28 вересня 2014 до 17 травня 2015 року. Серіал продовжено на 26 сезон 4 жовтня 2013 року
Цього сезону в серії-кросовері «Simpsorama» персонажі «Футурами» опинилися у Спрінґфілді, а Сімпсони — у Новому Нью-Йорку.
Запрошеними зірками сезону були: Джейн Фонда («Opposites A-Frack»), Ілон Маск («The Musk Who Fell to Earth») Фаррелл Вільямс («Walking Big & Tall»), Крістофер Ллойд («My Fare Lady») тощо.
Також:
- у прем'єрній серії «Clown in the Dumps» Клоун Красті планував залишити сцену через смерть свого батька;
- Гомер і Барт намагалися вирішити між собою конфлікти типу «батько/син» («The Wreck of the Relationship»)[8];
- в епізоді «Super Franchise Me» Мардж відкрила компанію з продажу сандвічів[9];
- Монтгомері Бернс знайшов собі дівчину («Opposites A-Frack»)[4];
- в серії «Blazed and Confused» Барт намагався перемогти свого нового вчителя (якого озвучив Віллем Дефо), містера Лассена, що є жахливим хуліганом[10];
- а Гомер потерпав через кризу середнього віку («Covercraft»).

В Україні прем'єрний показ сезону здійснював телеканал «НЛО TV» у грудні 2016 року.

## Нагороди та номінації
Епізод «Opposites A-Frack» здобув Премію екологічних медіа в категорії «Найкраща телевізійна епізодична комедія».
У січні 2015 року серія «Treehouse of Horror XXV» здобула премію «Енні» в категорії «Найкраща анімаційна програма для широкої авдиторії».
Сезон здобув премію «Еммі». Генк Азарія отримав нагороду за «Найкраще озвучування» в епізоді «The Princess Guide». Серію «Treehouse of Horror XXV» також було номіновано в категорії «Найкраща анімаційна передача» 2015 року, а Дена Кастеланету і Тресс Мак-Нілл було номіновано за «Найкраще озвучування» в серіях «Bart's New Friend» і «My Fare Lady» відповідно.

## Список серій
| № серії (загалом) | № серії (в сезоні) | Назва серії                                                              | Режисер(и)       | Сценарист(и)                | Оригінальна дата показу | Код серії | Глядачів в США (млн) |
| --- | ------------------ | ------------------------------------------------------------------------ | ---------------- | --------------------------- | ----------------------- | --------- | -------------------- |
| 553 | 1                  | «Clown in the Dumps» «Клоуна на звалище»                                 | Стівен Дін Мур   | Джоел Коен                  | 28 вересня 2014         | SABF20    | 8,53                 |
| Помирає один з мешканців Спрінґфілда — батько Клоуна Красті. Після висміювання і публічного приниження на комедійному кабельному каналі Красті йде з гумористичної індустрії… Тим часом, побоюючись втратити свого батька, Ліса намагається захистити Гомера від будь-яких поранень. Запрошені зірки: Келсі Греммер в ролі Другого Номера Боба, Джекі Мейсон в ролі Хайма Крастовскі; Дон Герцфельдт в ролі футуристичних Сімпсонів (сцена на дивані); Девід Гайд Пірс, Сара Сільверман і Джефф Росс в ролі самих себе                                                                                             |                    |                                                                          |                  |                             |                         |           |                      |
| 554 | 2                  | «The Wreck of the Relationship» «Крах стосунків»                         | Чак Шітс         | Джефф Вестбрук              | 5 жовтня 2014           | SABF17    | 4,27                 |
| Гомер втомлюється від нешанобливого ставлення до свого авторитету з боку Барта і вирішує спробувати свої сили в його вихованні. Це не призводить до позитивного ефекту і Мардж записує їх на участь у програмі батьків та дітей — «Корабель стосунків» (англ. «The Relation Ship»), щоб вони вирішили свої конфлікти у морі… Запрошені зірки: Нік Офферман в ролі Капітана Боудича |                    |                                                                          |                  |                             |                         |           |                      |
| 555 | 3                  | «Super Franchise Me» «Супер виробництво мені»                            | Марк Кіркланд    | Білл Оденкерк               | 12 жовтня 2014          | SABF19    | 7,33                 |
| Мардж відкриває франчайзинговий магазин з продажу сандвічів, після того, як її бутерброди стають хітом у Спрінґфілді. Однак, коли поруч відкривається такий же бізнес, працювати з кожним днем стає все складніше і складніше. |                    |                                                                          |                  |                             |                         |           |                      |
| 556 | 4                  | «Treehouse of Horror XXV» «25-й будинок жахів»                           | Метью Фонан      | Стефані Гілліс              | 19 жовтня 2014          | SABF21    | 7,76                 |
| «School Is Hell» (укр. «Школа — це пекло») — Барт і Ліса переносяться до школи з альтернативного всесвіту з демонами з пекла, прочитавши ряд арамейських символів. «A Clockwork Yellow» (укр. «Механічний лимон») — Пародія на фільм «Механічний апельсин». Банда Мо починає розвалюватися, коли Тупак (Гомер) закохується у Чіксу (Мардж)… «The Others» (укр. «Інші») — Сіме'ю Сімпсонів переслідує сім'я привидів (ранні Сімпсони з «Шоу Трейсі Ульман»), які раніше жили в будинку Сімпсонів, де їх убили і поховали. Гомер закохується у «молодшу» Мардж… Запрошені зірки: Джон Ратценбергер в ролі CGI-Гомера |                    |                                                                          |                  |                             |                         |           |                      |
| 557 | 5                  | «Opposites A-Frack» «Протилежності розриваються»                         | Метью Настюк     | Валентина Гарза             | 2 листопада 2014        | SABF22    | 4,22                 |
| Ліса просить допомоги у спікерки з законодавчих зборів Максин Ломбард покласти край операціям по гідророзриву містера Бернса, але здивована, коли ці два політичних противники починають проявляти один до одного симпатію. Запрошені зірки: Джейн Фонда в ролі Максин Ломбард, Роберт Сігел в ролі самого себе |                    |                                                                          |                  |                             |                         |           |                      |
| 558 | 6                  | «Simpsorama» «Сімпсорама»                                                | Боб Андерсон     | Дж. Стюарт Бернс            | 9 листопада 2014        | SABF16    | 6,7                  |
| Бендер повертається в минуле, щоб убити Барта Сімпсона, тому що через його витівку світ в майбутньому дуже сильно зміниться — не на краще. В результаті Сімпсони вирушають у майбутнє, де зустрічають екіпаж «Міжпланетного експреса» з «Футурами». Запрошені зірки: Біллі Вест в ролі Фрая, професора Фарнсворта і Зойдберґа; Кеті Сагал в ролі Ліли; Джон ДіМаджіо в ролі Бендера; Філ Ламарр в ролі Гермеса; Моріс ЛаМарш в ролі Гедоніст-бота і Морбо; Лорен Том в ролі Емі; Френк Велкер в ролі Жуйки; Девід Герман в ролі Сліпня                                                                             |                    |                                                                          |                  |                             |                         |           |                      |
| 559 | 7                  | «Blazed and Confused» «Палаючий і збентежений»                           | Роб Олівер       | Керолін Омайн і Вільям Райт | 16 листопада 2014       | TABF01    | 6.7                  |
| Сімпсони відправляється на фестиваль «Blazing Guy» (укр. «Хлопець у полум'ї»). Там Барт хоче помститися своєму новому вчителю, містеру Лассену, який є жахливим хуліганом. Запрошені зірки: Віллем Дефо в ролі містера Лассена, Келсі Греммер в ролі Другого Номера Боба, Девід Сільверман в ролі самого себе |                    |                                                                          |                  |                             |                         |           |                      |
| 560 | 8                  | «Covercraft» «Каверкрафт»                                                | Стівен Дін Мур   | Метт Селман                 | 23 листопада 2014       | TABF02    | 3,45                 |
| Гомер починає грати на бас-гітарі й утворює кавер-гурт разом з іншими батьками міста. Однак, неочікувано для самих саме, після приходу Апу, популярність їхнього гурту починає дуже швидко набирати оберти… Запрошені зірки: Вілл Форте в ролі Короля Тут, Метью Світ в ролі Ніка Делакурт, Семмі Хаґар в ролі самого себе |                    |                                                                          |                  |                             |                         |           |                      |
| 561 | 9                  | «I Won't Be Home for Christmas» «Я не буду вдома на Різдво»              | Марк Кіркланд    | Ел Джін                     | 7 грудня 2014           | TABF03    | 6,52                 |
| Після того, як Мо переконує Гомера затриматися на Святвечір у його барі, Мардж гнівається і каже Гомеру, що той може не приходити додому ночувати. В результаті Гомер сумно прогулюється безлюдним Спрінґфілдом… |                    |                                                                          |                  |                             |                         |           |                      |
| 562 | 10                 | «The Man Who Came to Be Dinner» «Людина, яка прийшла, аби стати вечерею» | Девід Сільверман | Ел Джін і Девід Міркін      | 4 січня 2015            | RABF15    | 10,62                |
| Сімпсони відправляються на Рігель 7, рідну планету Канга і Кодоса, які заманили Сімпсонів на свій корабель під видом нового, щойно відкритого атракціону в луна-парку… |                    |                                                                          |                  |                             |                         |           |                      |
| 563 | 11                 | «Bart's New Friend» «Новий друг Барта»                                   | Боб Андерсон     | Джадд Апатоу                | 11 січня 2015           | TABF05    | 4,28                 |
| На Спрінґфілдській АЕС на пенсію проводжають Дона Букнера, який працював інспектором з безпеки в секторі 7G. Сімпсон дізнається, що в той час, поки він байдикував протягом багатьох років, Дон робив всю реальну роботу за себе і за Гомера. Гомер з головою поринає у роботу. Щоб якось відволіктися, він потрапляє на сеанс гіпнотизера, після якого він думає, що йому 10 років і стає новим другом Барта. При чому Гомер відмовляється знову стати відповідальним дорослим. Запрошені зірки: Стейсі Кіч в ролі Дона Букнера                                                                                   |                    |                                                                          |                  |                             |                         |           |                      |
| 564 | 12                 | «The Musk Who Fell to Earth» «Маск, який впав на Землю»                  | Метью Настюк     | Ніл Кемпбелл                | 25 січня 2015           | TABF04    | 3,29                 |
| Ілон Маск прилітає до Спрінґфілда, де вигадує нові ідеї через Гомера. В результаті Ілон робить банкрутом містера Бернса шляхом втілення у Спрінґфілді своєї ідеї про нешкідливе паливо, яке зробило Ілона багатим, а всіх жителів Спрінґфілда залишила без грошей. Запрошені зірки: Ілон Маск в ролі самого себе |                    |                                                                          |                  |                             |                         |           |                      |
| 565 | 13                 | «Walking Big & Tall» «Широко та високо крокуючи»                         | Кріс Клементс    | Майкл Прайс                 | 8 лютого 2015           | TABF06    | 2,78                 |
| Коли жителі Спрінґфілда дізнаються, що гімн їхнього міста є не унікальним, Ліса з Бартом вирішують написати новий. На презентації Гомер застрягає у кріслі та публічно соромиться. Намагаючись схуднути, він дізнається значення «гладкої гордості». Запрошені зірки: Кевін Майкл Річардсон в ролі Альберта, Фаррелл Вільямс в ролі самого себе |                    |                                                                          |                  |                             |                         |           |                      |
| 566 | 14                 | «My Fare Lady» «Моя тарифікована леді»                                   | Майкл Полчіно    | Марк Вілмор                 | 15 лютого 2015          | TABF07    | 2,67                 |
| Коли Мардж втомлюється від невдячної обов'язковості бути особистою водійкою для своїх дітей, вона влаштовується працювати водієм в службу соціального таксі. Тим часом Гомер робить банкрутом Мо, коли залишається на один вечір за головного в барі. Це змушує Мо влаштується на тимчасову роботу на АЕС. Запрошені зірки: Крістофер Ллойд в ролі Джима Ігнатовскі, Річ Соммер в ролі молодика |                    |                                                                          |                  |                             |                         |           |                      |
| 567 | 15                 | «The Princess Guide» «Гід для принцеси»                                  | Тімоті Бейлі     | Браян Келлі                 | 1 березня 2015          | TABF08    | 3,93                 |
| Гомеру доручено наглядати за принцесою Кемі в той час, поки її батько, король Нігерії, підписує угоду про Уран з містером Бернсом. Коли Кемі з'являється у таверні Мо, той робить висновок, що вона повинна зв'язатися з нігерійським принцом, який обдурив його електронною поштою і повернути свої гроші. Однак, на свій подив, він закохується в неї… Запрошені зірки: Кевін Майкл Річардсон в ролі короля Нігерії, Яя ДаКоста в ролі принцеси Кемі, Джон Ловітц в ролі Енріко Дратуваціо, Річард Бренсон в ролі самого себе                                                                                    |                    |                                                                          |                  |                             |                         |           |                      |
| 568 | 16                 | «Sky Police» «Небесний коп»                                              | Роб Олівер       | Метт Селман                 | 8 березня 2015          | TABF09    | 3,79                 |
| Шефові Віґґаму помилково доставляють військовий реактивний ранець, і він приймає його і використовує проти злочинності. Однак, коли ранець дає збій, Віґґам руйнує церкву. Громада, очолювана Мардж, повинна вдатися до азартних ігор і підрахунку карт, щоб зібрати необхідну суму на ремонт церкви. Запрошені зірки: Нейтан Філдер в ролі Даґа Блаттнера |                    |                                                                          |                  |                             |                         |           |                      |
| 569 | 17                 | «Waiting for Duffman» «Чекаючи на Кнурмена»                              | Стівен Дін Мур   | Джон Фрінк                  | 15 березня 2015         | TABF10    | 3,59                 |
| Коли Кнурмен переносить операцію із заміни тазостегнового суглоба, він виходить на пенсію. Компанія «Кнур» влаштовує кастинг, щоб знайти йому заміну. Гомер виграє його і дізнається, що нова робота вимагає від нього постійно залишатися тверезим, після чого, Гомер розуміє, що вживати пиво зовсім необов’язково, щоб добре провести час. Запрошені зірки: Р. Лі Ермі в ролі полковника Гапаблапа, Стейсі Кіч в ролі Говарда Кнура, Кет Ділі в ролі самої себе (в українському дубляжі персонаж має ім'я Доля Полякова)                                                                                        |                    |                                                                          |                  |                             |                         |           |                      |
| 570 | 18                 | «Peeping Mom» «Мама, яка підглядає»                                      | Марк Кіркланд    | Джон Фрінк                  | 19 квітня 2015          | TABF11    | 3,23                 |
| Барт не зізнається у здійсненні аварії за участю бульдозера, тому Мардж вирішує всюди слідувати за своїм сином, поки він у всьому не зізнається. Тим часом Гомер ігнорує маленького помічника Санти, коли Фландерс заводить нового пса на ім'я Баз. |                    |                                                                          |                  |                             |                         |           |                      |
| 571 | 19                 | «The Kids Are All Fight» «Дітки борються»                                | Боб Андерсон     | Роб Лазебник                | 26 квітня 2015          | TABF12    | 3,33                 |
| За допомогою старих сімейних фотографій, Сімпсони поринають у спогади, щоб з'ясувати через що ж почалася та як закінчилася ворожнеча між Бартом і Лісою… |                    |                                                                          |                  |                             |                         |           |                      |
| 572 | 20                 | «Let's Go Fly a Coot» «Давай політаємо із простачком»                    | Кріс Клементс    | Джефф Вестбрук              | 3 травня 2015           | TABF13    | 3,12                 |
| Сімпсони дізнаються про дні проведених дідусем у Повітряних силах США. Тим часом Барт використовує електронні сигарети, щоб справити враження на голландську кузину Мілгауса, Анніку. Запрошені зірки: Гленн Клоуз в ролі Мони Сімпсон, Каріс ван Гаутен в ролі Анніки |                    |                                                                          |                  |                             |                         |           |                      |
| 573 | 21                 | «Bull-E» «Розбишаки»                                                     | Ленс Крамер      | Тім Лонг                    | 10 травня 2015          | TABF15    | 2,77                 |
| Після того, як над Бартом неабияк познущалися після танців, Мардж переконує місто в необхідності закону про заборону знущань над дітьми. Після прийняття цього закону за знущання над Недом Флендерсом, Гомера заарештовують і відправляють до центру перевиховання хуліганів, з якого він виходить героєм. Запрошені зірки: Джо Мантенья в ролі Жирного Тоні, Альберт Брукс в ролі доктора Рауфболда, Джонні Метіс в ролі самого себе |                    |                                                                          |                  |                             |                         |           |                      |
| 574 | 22                 | «Mathlete's Feat» «Подвиг математика»                                    | Майкл Полчіно    | Майкл Прайс                 | 17 травня 2015          | TABF16    | 2,82                 |
| Через технічну кризу Спрингфілдська початкова школа переходить на альтернативну Вальдорфську систему освіти. Завгосп Віллі стає керівником математичного гуртка. Ліса й інші діти з математичної команди конкурують проти початкової школи Вейверлі Гіллс. У команді Ліси всі використовують природні науки, засновані на стародавніх методах обчислення геометричних фігур… Запрошені зірки: Джастін Ройланд в ролі Ріка та Морті (сцена на дивані) |                    |                                                                          |                  |                             |                         |           |                      |